# Riama striata
Riama striata — вид ящірок родини гімнофтальмових (Gymnophthalmidae). Ендемік Колумбії.

## Поширення і екологія
Riama striata мешкають в горах Західного, Центрального та Східного хребтів Колумбійських Анд. Вони живуть в гірських хмарних лісах та на високогірних луках парамо. Зустрічаються на висоті від 1830 до 3300 м над рівнем моря.

## Збереження
МСОП класифікує цей вид як вразливий. Riama striata загрожує знищення природного середовища.